# Diplôme
 (avril 2024).

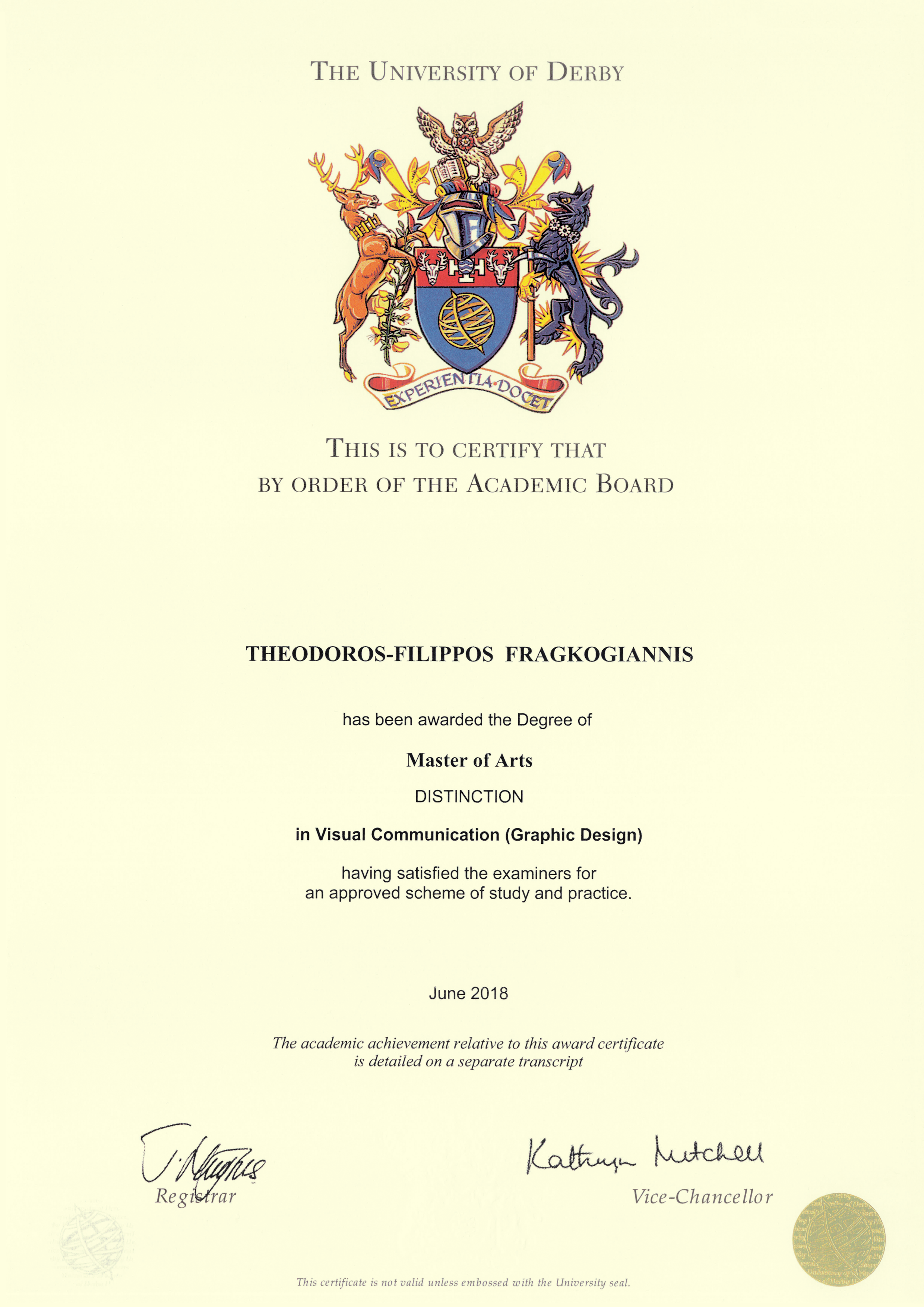
Royaume-Uni : Master of Arts de l'université de Derby délivré en 2018.

Le diplôme (du grec ancien : δίπλωµα / díplôma, « tablette ou papier plié en deux ») est un acte écrit émanant généralement d'une autorité souveraine ou d'un organisme officiel, conférant ou attestant d'un droit (patente, bulle), d'un titre (nobiliaire, professionnel), d'un honneur (décoration, prix) ou d'un grade universitaire. Le terme « parchemin » est vieilli.

## Histoire
Le diplôme naît entre le VIIIe siècle et le IXe siècle, dans le monde musulman, à la fondation des premières universités : université tunisienne Zitouna en 737 et université marocaine Al Quaraouiyine en 877,.
Bien que l'habitude tende à disparaître, le diplôme se présentait le plus souvent, jusqu'à la fin du XXe siècle, sous une forme imitant de façon moderne les brevets royaux et vieux titres nobiliaires (sans doute pour légitimer une nouvelle élite du mérite, à l'égal des anciennes, patrimoniales, censitaires ou du fait du Prince) ; d'où des cadres archaïques et compliqués.
Citation de Paul Valéry à propos du diplôme : « Je n'hésiterai jamais à le déclarer, le diplôme est l'ennemi de la culture. »
Depuis l'entrée dans une période de chômage de masse, le diplôme est souvent mis en balance avec l'expérience des candidats à un emploi : « C'est le diplômé lui-même qui révèle la valeur de son diplôme ».

## Europe

### France
Le diplôme certifie un niveau de connaissances (ou de compétences, pour les diplômes professionnels) que l'on reconnaît acquis, soit (le plus souvent) après des études et la réussite à un examen, soit par équivalence, notamment, en France, dans le cadre de la reconnaissance des acquis de l'expérience (VAE).[réf. nécessaire]
Pour en tirer parti pleinement, le Répertoire national des certifications professionnelles (RNCP) permet leur enregistrement afin de garantir leur reconnaissance, ce qui permet en outre des équivalences au niveau européen.
Un diplôme diffère d'une "attestation" par l'évaluation des connaissance qui est effectuée au cours du cursus, au sein d'un établissement public, là où l'attestation ne garantit que le suivi de la formation sans nécessairement la même évaluation.[réf. nécessaire]
Le diplôme est parfois confondu avec l'attestation pour plusieurs raisons. 
Certaines attestations peuvent se présenter visuellement comme un diplôme.
Certains diplômes ont des intitulés variés, par exemple, attestation, certificat, etc.[réf. nécessaire]
Lorsque pour des raisons techniques, le diplôme n'est pas délivré de suite, une « attestation de réussite » peut être délivrée pour attester de la réussite au diplôme, jusqu'à la remise du diplôme. Une attestation de diplôme délivrée par un établissement garantit que le dit diplôme a bien été délivré par l'établissement.
L'obtention d'un diplôme peut être une condition juridique nécessaire, soit pour être admis à passer un concours administratif, soit à l'exercice d'une profession réglementée.
En France, depuis la réforme LMD, on distingue les diplômes nationaux (baccalauréat, licence, master et doctorat), délivrés par les universités, les diplômes d'État, délivrés au nom de l'État, mais ne constituant pas des diplômes nationaux, les diplômes universitaires et diplômes d'établissement, qui sont délivrés par des institutions d'enseignement supérieur en leur nom propre.
Selon leur degré de reconnaissance, ces diplômes peuvent donner droit à la collation de grades universitaires. Cette collation est de droit pour les titulaires de diplômes nationaux, et fonction de textes réglementaires pour certains diplômes d'État. Ils ne sont pas non plus reconnus de droit au Répertoire national des certifications professionnelles.

### Royaume-Uni
Les diplômes universitaires britanniques équivalents à la licence française s'appelaient autrefois tous "BA" pour Bachelor of Arts, et ce quelle que soit la matière étudiée. Aujourd'hui, existe une multitude de bachelors comprenant le BA, BS (Bachelor of Science), BEng (Engineering), BDes (Design), etc.
Au Royaume-Uni et dans une grande partie du Commonwealth, on utilise un système distinct de notes :
- 1st est équivalent à « mention très-bien »
- 2:1 est équivalent à « mention bien »
- 2:2 est équivalent à « mention assez-bien »
- 3rd est équivalent à « mention satisfaisant »